# Gabriel Galindo
Gabriel Edmundo Galindo Gálvez (*Santiago, Chile, 1 de febrero de 1972) es un exfutbolista chileno. Jugó como defensa. Actualmente se encuentra radicado en Haití desde 2012, donde gestiona proyectos sociales, como un orfanato, captación de aguas y huertos familiares.

## Selección nacional
Formó parte de la sub-23 de Chile en el Preolímpico de 1992.

### Participaciones en Preolímpicos
| Torneo                     | Sede     | Resultado    |
| -------------------------- | -------- | ------------ |
| Preolímpico Sub-23 de 1992 | Paraguay | Primera Fase |

## Clubes
| Club                 | País  | Año       |
| -------------------- | ----- | --------- |
| Universidad de Chile | Chile | 1991-1994 |
| Palestino            | Chile | 1995-1996 |

## Palmarés

### Campeonatos nacionales
| Título           | Club                 | País  | Año  |
| ---------------- | -------------------- | ----- | ---- |
| Primera División | Universidad de Chile | Chile | 1994 |